# Communauté de communes Val de l'Indre - Brenne
La communauté de communes Val de l'Indre - Brenne est une communauté de communes française, située dans le département de l'Indre, en région Centre-Val de Loire.

## Historique
- 30 décembre 1997[3],[2] : création avec 12 communes : Argy, La Chapelle-Orthemale, Chezelles, Méobecq, Neuillay-les-Bois, Niherne, Saint-Genou, Saint-Lactencin, Sougé, Vendœuvres, Villedieu-sur-Indre, Villers-les-Ormes.
- 28 décembre 1999[3] : modification des statuts et ajout des compétences « voirie » et « équipements sportifs ». La fiscalité passe à la TPU.
- 18 mai 2000[3] : modification des statuts et renforcement de la compétence « développement économique » avec possibilité de construire et gérer des ateliers relais.
- 24 janvier 2001[3] : modification des statuts et ajout de la compétence « habitat – cadre de vie », permettant les opérations Cœur de Village.
- 27 décembre 2002[3] : Le plan d'eau de Saint-Genou ainsi que les bâtiments de l'ancienne abbaye de Méobecq sont reconnus d'intérêt communautaire.
- 23 décembre 2005[3] : extension de la compétence « voirie » à l'ensemble de la communauté.
- 1er avril 2011[3] : ajout de la compétence « rivière Indre ».
- 30 octobre 2011[3] : ajout de la compétence « enfance jeunesse ».
- 1er janvier 2012[3] : extension du périmètre du territoire, avec l'intégration de la commune de Buzançais.
- 8 novembre 2012[3] : ajout de la compétence « aménagement numérique du territoire ».
- 1er janvier 2013[3] : retrait de la commune de Villers-les-Ormes, à la suite de la mise en place du schéma départemental de coopération intercommunale.

## Territoire communautaire

### Géographie
La communauté de communes se trouve dans le centre du département et dispose d'une superficie de 481,60 km2.
Elle s'étend sur 12, communes, dont 9 dans le canton de Buzançais et 3 dans le canton de Saint-Gaultier.

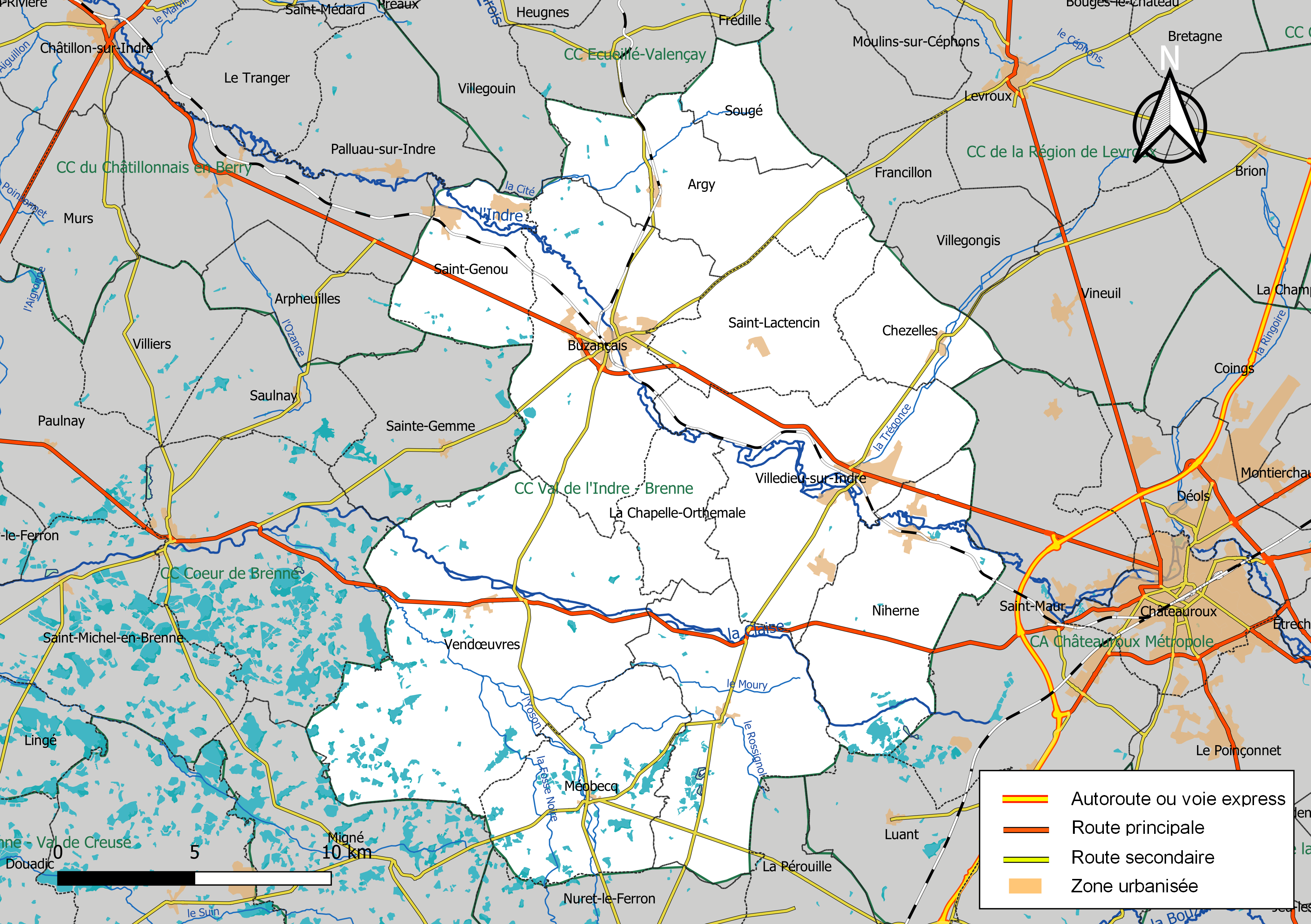
Carte de la communauté de communes Val de l'Indre - Brenne au 1er janvier 2019.

### Composition

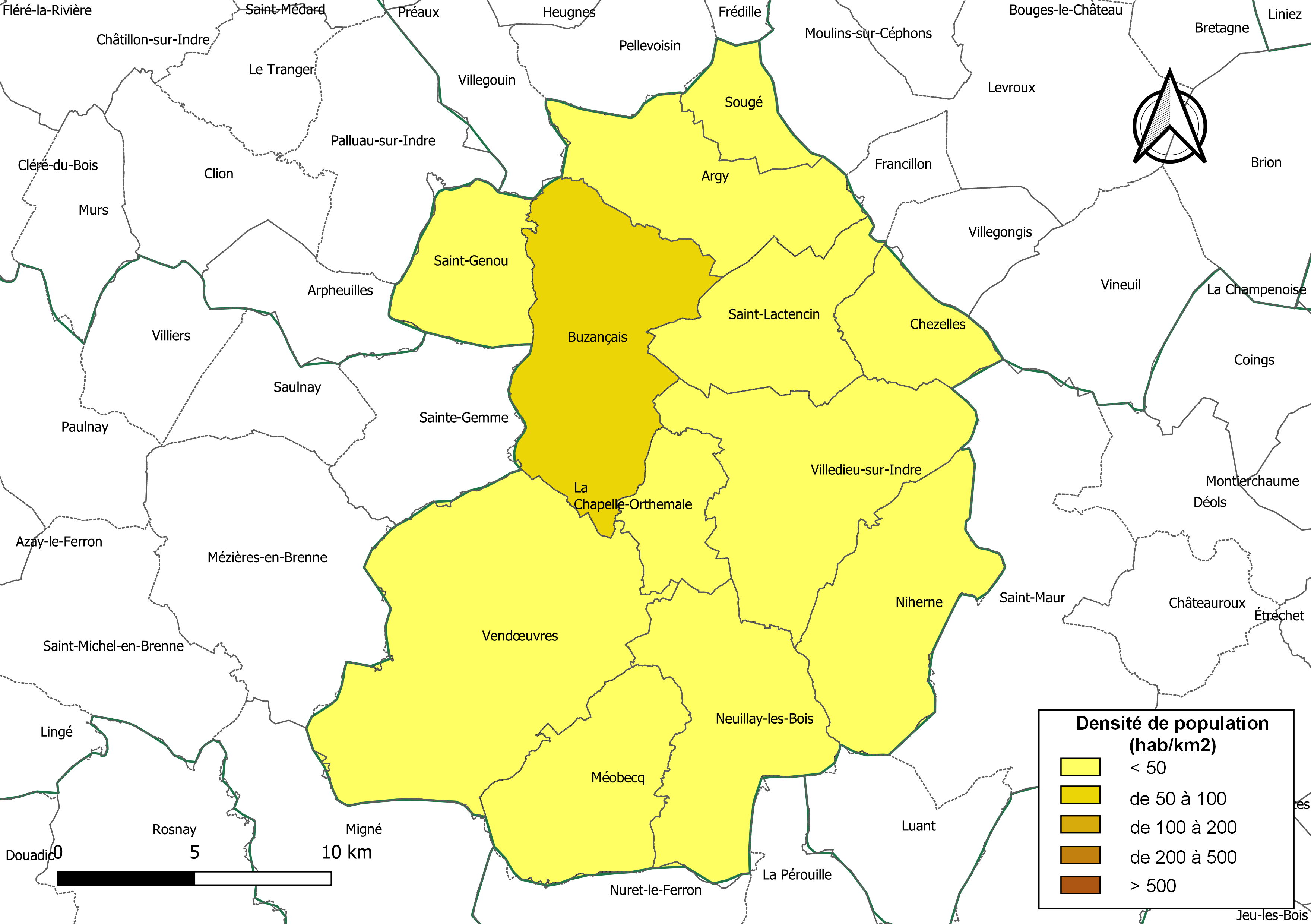
Carte des densités de population (millésimée 2016) des communes de la communauté de communes Val de l'Indre - Brenne. Composition en communes au 1er janvier 2019.

La communauté de communes est composée des 12 communes suivantes :

| Nom                           | Code Insee | Gentilé            | Superficie (km2) | Population (dernière pop. légale) | Densité (hab./km2) |
| ----------------------------- | ---------- | ------------------ | ---------------- | --------------------------------- | ------------------ |
| La Chapelle-Orthemale (siège) | 36040      | Artimaliens        | 16,8             | 100 (2022)                        | 6                  |
| Argy                          | 36007      | Argyciens          | 38,89            | 574 (2022)                        | 15                 |
| Buzançais                     | 36031      | Buzançéens         | 58,64            | 4 431 (2022)                      | 76                 |
| Chezelles                     | 36050      | Chézellois         | 17,32            | 451 (2022)                        | 26                 |
| Méobecq                       | 36118      | Méobécquois        | 35,56            | 366 (2022)                        | 10                 |
| Neuillay-les-Bois             | 36139      | Novelliens         | 47,63            | 659 (2022)                        | 14                 |
| Niherne                       | 36142      | Nihernois          | 42,87            | 1 457 (2022)                      | 34                 |
| Saint-Genou                   | 36194      | Saint-Genulphiens  | 24,41            | 939 (2022)                        | 38                 |
| Saint-Lactencin               | 36198      | Saint-Lactencinois | 32,2             | 410 (2022)                        | 13                 |
| Sougé                         | 36218      | Sougéens           | 13,02            | 146 (2022)                        | 11                 |
| Vendœuvres                    | 36232      | Vendœuvrois        | 96,45            | 1 094 (2022)                      | 11                 |
| Villedieu-sur-Indre           | 36241      | Théopolitains      | 57,77            | 2 615 (2022)                      | 45                 |

### Démographie
| 1997   | 1999   | 2006  | 2012   | 2017   | - | - |
| ------ | ------ | ----- | ------ | ------ | - | - |
| 13 574 | 13 345 | 9 369 | 13 735 | 13 612 | - | - |

## Administration

### Siège
Le siège de la communauté de communes est à Villedieu-sur-Indre, 1 rue Jean Jaurès,.

### Les élus
La communauté de communes est gérée par un conseil communautaire composé de 23 membres représentant chacune des communes membres et élus pour une durée de six ans.
Ils sont répartis comme suit :
| Nombre de délégués | Communes                                                          |
| ------------------ | ----------------------------------------------------------------- |
| 1                  | La Chapelle-Orthemale, Chezelles, Méobecq, Saint-Lactencin, Sougé |
| 2                  | Argy, Neuillay-les-Bois, Niherne, Saint-Genou, Vendœuvres         |
| 3                  | Villedieu-sur-Indre                                               |
| 5                  | Buzançais                                                         |

### Présidence
Le conseil communautaire du 8 juin 2020 a élu un nouveau président, Nicolas Thomas, et désigné ses sept vice-présidents qui sont : 
1. Xavier Elbaz (en charge de l'administration générale, des services publics et de l'habitat) ;
2. Bruno Mardelle (en charge du développement économique du territoire) ;
3. Dominique Perrot (en charge de la culture, vie associative et des ressources humaines) ;
4. Patrice Boiron (en charge de l'environnement) ;
5. Bernadette Bonnin Villemont (en charge de l'attractivité, du tourisme et du patrimoine) ;
6. Denis Villin (en charge de l'enfance-jeunesse) ;
7. Christophe Vandaele (en charge de la communiation).

Ils forment ensemble l'exécutif de l'intercommunalité pour le mandat 2020-2026.
| Période          | Période   | Identité            | Étiquette | Qualité                                  |
| ---------------- | --------- | ------------------- | --------- | ---------------------------------------- |
| 30 décembre 1997 | 2010      | Jean-Paul Thibault  | DVG       | Maire de Villedieu-sur-Indre (1983-2010) |
| 2010             | Juin 2020 | Christophe Vandaele | DVG       | Maire de Vendœuvres                      |
| Juin 2020        |           | Nicolas Thomas      | DVC       | Adjoint au maire de Buzançais            |

### Compétences
L'intercommunalité exerce les compétences qui lui ont été transférées par les communes membres, dans les conditions fixées par le code général des collectivités territoriales, comme :
- le développement économique au fret ferroviaire[17] ;
- le soutien aux actions de MDE ;
- la collecte des déchets des ménages et déchets assimilés ;
- le traitement des déchets des ménages et déchets assimilés ;
- la création, suppression, extension, translation des cimetières et sites funéraires ;
- le CIAS ;
- la construction, aménagement, entretien, gestion d'équipements ou d'établissements sportifs ;
- les établissements scolaires ;
- les actions de soutien à l'enseignement supérieur ;
- les activités sportives ;
- le schéma de cohérence territoriale (SCOT) ;
- le schéma de secteur ;
- les plans locaux d’urbanisme ;
- la création et réalisation de zone d’aménagement concertée (ZAC) ;
- la constitution de réserves foncières ;
- l'organisation des transports urbains ;
- le thermalisme ;
- la politique du logement non social ;
- la politique du logement étudiant ;
- l'action en faveur du logement des personnes défavorisées par des opérations d’intérêt communautaire ;
- l'opération programmée d'amélioration de l'habitat ;
- le droit de préemption urbain (DPU) pour la mise en œuvre de la politique communautaire d'équilibre social de l'habitat ;
- l'amélioration du parc immobilier bâti d'intérêt communautaire ;
- les archives.

### Régime fiscal et budget
La communauté de communes est un établissement public de coopération intercommunale (EPCI) à fiscalité propre. Elle est sous le régime de la fiscalité professionnelle unique.
L'établissement perçoit la dotation globale de fonctionnement (DGF), la dotation de solidarité communautaire  (DSC) et la redevance d'enlèvement des ordures ménagères (REOM). En revanche elle ne perçoit pas la taxe d'enlèvement des ordures ménagères (TEOM).
|                        | 2012         | 2013         | 2014         | 2015         | 2016         | 2017         | 2018         |
| Budgets fonctionnement | 6 902 000 €  | 7 723 000 €  | 7 871 000 €  | 8 447 000 €  | 8 140 000 €  | 8 410 000 €  | 8 065 940 €  |
| Budgets investissement | 9 004 730 €  | 7 463 000 €  | 4 670 000 €  | 5 464 100 €  | 6 140 000 €  | 6 305 000 €  | 4 992 060 €  |
| Budgets total          | 15 906 730 € | 15 186 000 € | 12 541 000 € | 13 911 100 € | 14 280 000 € | 14 715 000 € | 13 058 000 € |

### Identité visuelle
Logos successifs de la communauté de communes.

Le logo depuis 1997.

## Projets et réalisations
- Plateforme multimodale à Buzançais[25].
- Aménagement numérique du territoire[26].